# Grimmia sciuroides
Grimmia sciuroides là một loài Rêu trong họ Grimmiaceae. Loài này được Nees & Hornsch. mô tả khoa học đầu tiên năm 1827.